# Pascal Garibian
Pascal Garibian (Bourg-en-Bresse, 22 marzo 1961) è un ex arbitro di calcio francese di origine armena.

## Carriera
Divenuto arbitro internazionale nel 1995; nel corso della sua carriera ha arbitrato in Ligue 1, Ligue 2, Coupe de la Ligue, Coupe de France, Coppa UEFA, Coppa delle Coppe, Coppa Intertoto e qualificazioni di Champions League ed Europei.
Ha diretto 175 partite di Ligue 1 e 46 partite di Ligue 2.
Ha arbitrato 13 incontri di Coppa UEFA di cui il primo nel 1997-1998 tra Real Valladolid e Skonto Riga del 16 settembre 1997.
Ha arbitrato inoltre un incontro di Coppa delle Coppe 1997-1998 tra Shakhtar Donetsk e Vicenza del 23 ottobre 1997.
Conclusa la carriera arbitrale nel 2006, nel gennaio 2009 viene nominato presidente della commissione disciplinare della Ligue de Football Professionnel.
Pascal Garibian ha esercitato la professione di agente di polizia nel corso della sua carriera arbitrale.